# Tin Cup
Tin Cup ist eine US-amerikanische Filmkomödie von Ron Shelton aus dem Jahr 1996. Die Hauptrollen spielten Kevin Costner und Rene Russo.

## Handlung
Der früher erfolgreiche Golfspieler Roy McAvoy lebt in Texas vom Golfunterricht. Eines Tages wendet sich die Psychologin Dr. Molly Griswold an ihn. Sie will Golfspiel lernen, um ihren Freund David Simms zu beeindrucken. Simms und McAvoy waren einst sportliche Rivalen.
McAvoy verliebt sich in Dr. Griswold, sie ist zuerst zurückhaltend. Er startet beim Turnier US Open, wo er am ersten Tag verliert. Am Nachmittag wird er von Simms in einer Bar verspottet. Molly schlägt eine Wette vor, dass Roy mit dem Golfball eine weit entfernte Mole trifft, auf der ein Pelikan sitzt, der dann vor Schreck wegfliegen soll. Startpunkt ist allerdings innerhalb eines geschlossenen Raumes. Der Ball soll durch den Raum, die Tür, über die Terrasse bis auf den See gelangen. Roy gelingt das Kunststück. Danach wird er auch im Turnier besser, ihm gelingen einige gute Schläge. Molly schläft mit ihm.
McAvoy gelingen nicht nur einige gute Schläge, er spielt sich bei den US Open sogar in Führung.
Am vierten und letzten Turniertag liegt er auf dem Fairway der achtzehnten Spielbahn und möchte auf dem Par 5 das Grün mit dem zweiten Schlag erreichen. Dies versucht er mit einem Fairwayholz (Holz 3). Obwohl gerade angesichts des Gegenwindes und des vor dem Grün liegenden Wasserhindernisses der Schlag allein wegen der Länge sehr schwierig ist, greift McAvoy das Grün an. Der Ball landet auch auf dem Grün, gelangt aber nicht auf das obere Plateau des Grüns, wo auch die Fahne im Loch steckt. Stattdessen rollt der Ball entlang des abschüssigen vorderen Plateaus des Grüns ins Wasserhindernis.
McAvoy könnte gleichwohl das Turnier noch für sich entscheiden, wenn er einfach den Ball unmittelbar vor dem Wasserhindernis droppte und einen Strafschlag in Kauf nähme. Er könnte dann immer noch das Par retten. Unvernünftigerweise entscheidet er sich jedoch dagegen, so dass es zur mehrfachen Wiederholung des Dramas kommt, wodurch er den Sieg verspielt. McAvoy gibt aber nicht auf, sondern möchte sich und der Welt beweisen, dass er diesen Schlag kann. Er probiert so lange, bis er tatsächlich den Ball auf das Grün schlägt und ihn sogar locht. Dadurch ist er der moralische Sieger und hat nun auch endgültig Mollys Herz erobert.

## Kritiken
James Berardinelli schrieb auf „ReelViews“, der Regisseur Ron Shelton habe bereits einige gute Sportfilme wie Weiße Jungs bringen’s nicht gedreht. Er lobte, Shelton erreiche ein Gleichgewicht zwischen den romantischen und den sportlichen Strängen der Handlung.
Roger Ebert lobte in der Chicago Sun-Times vom 16. August 1996 das Drehbuch und die Dialoge des Films. Er lobte ferner die Leistungen der Nebendarsteller Don Johnson, Cheech Marin und Linda Hart.

## Auszeichnungen
Kevin Costner wurde 1997 für den Golden Globe nominiert. Cheech Marin wurde 1996 für den NCLR Bravo Award nominiert.

## Hintergründe
Als Titellied wurde A Little Bit Is Better Than Nada der US-amerikanischen Countrymusiker Texas Tornados verwendet.
Die Produktionskosten betrugen ungefähr 45 Millionen US-Dollar. Drehort war das Golf Resort von Tubac in Arizona.